# Florio Parpagnoli
Florio Parpagnoli (Montevideo, 23 de diciembre de 1909 - Ib., 6 de octubre de 1978) fue un arquitecto, crítico de arte y profesor de Historia del Arte uruguayo.

## Biografía
En los años 1950, junto al escultor Eduardo Yepes, las críticas Celina Rolleri, Blanca Lettieri, el historiador Fernando García Esteban, el arquitecto Luis García Prado y el artista plástico Jorge Damiani, fundó el Instituto San Francisco de Asís que más tarde pasaría a llamarse Instituto uruguayo de Artes plásticas.
Dictó clases de la Historia del Arte y tuvo como alumnos a Juan Carlos Ferreyra Santos, Miguel Ángel Battegazzore, Jorge Casterán, Duilio Lamboglia y Mariano Arana, entre otros. 
Publicó numerosos artículos sobre arte y fue un creador no solo de la arquitectura sino también del dibujo. Fue amigo de pintores como Carlos Páez Vilaró y de figuras del teatro como Ugo Ulive.

## Homenajes y reconocimientos
En 2003, bajo la intendencia de Mariano Arana se nombra Espacio Libre Florio Parpagnoli al espacio comprendido entre las calles Mantua y Mar del Plata del barrio Carrasco en el departamento de Montevideo.